# Neckerites
Neckerites là một chi rêu trong họ Neckeraceae.